# Шантії
Шантії́ (фр. Chantilly) — муніципалітет у Франції, у регіоні О-де-Франс, департамент Уаза. Населення — 10 652 особи (01.01.2021).
Муніципалітет розташований на відстані близько 40 км на північ від Парижа, 80 км на південь від Ам'єна, 38 км на південний схід від Бове.

## Демографія
Динаміка населення (Base de données Cassini і Insee ):

## Економіка
2010 року серед 7279 осіб працездатного віку (15—64 років) 5736 були активними, 1543 — неактивними (показник активності 78,8%, у 1999 році було 77,2%). З 5736 активних мешканців працювало 5227 осіб (2726 чоловіків та 2501 жінка), безробітними було 509 (272 чоловіки та 237 жінок). Серед 1543 неактивних 565 осіб було учнями чи студентами, 479 — пенсіонерами, 499 були неактивними з інших причин.

У 2010 році в муніципалітеті числилось 5049 оподаткованих домогосподарств, у яких проживали 10276,0 особи, медіана доходів виносила 24 452 євро на одного особоспоживача